# Benoît Gillet
 (juin 2023).
Si vous disposez d'ouvrages ou d'articles de référence ou si vous connaissez des sites web de qualité traitant du thème abordé ici, merci de compléter l'article en donnant les références utiles à sa vérifiabilité et en les liant à la section « Notes et références ».
Pour les personnes ayant le même patronyme, voir Gillet.
Benoit Gillet, né le 19 août 1986 à Auxerre, est un joueur de basket-ball professionnel français. Il mesure 1,90 m.

## Biographie
Benoît Gillet a été formé au pôle espoir de Dijon où il a joué plusieurs années en championnat de France cadets.
Il commence sa carrière professionnelle à Reims où il joue en première division.
Il joue ensuite à Clermont-Ferrand, passe une année au club de Saint-Étienne, puis rejoint Lille.
Au total, il dispute 124 matchs en Pro A.
Au cours de sa carrière, il est également sélectionné en équipe de France des moins de 20 ans, équipe avec laquelle il dispute le Championnat d'Europe en Turquie durant l'été 2006. Il fait partie des pré-sélections pour les Championnats d'Europe de l'année précédente mais il n'est pas retenu.
En 2014, il signe evec le cub de Denain (Pro B) où il évolue pendant trois saisons.
En 2017, il rejoint le club de Saint-Quentin, club avec lequel il signe à nouveau pour une 6e saison consécutive en juin 2022.
En 2023, à 36 ans,  il signe pour deux saisons avec le club Denain (Pro B), club avec lequel il a déjà joué entre 2014 et 2017 .

## Clubs
- 2004-2007 :  Reims Champagne Basket (Pro B puis Pro A)
- 2007-2009 :  Stade Clermontois Basket Auvergne (Pro A puis Pro B)
- 2009-2010 :  Saint-Étienne CASE (Nationale 1)
- 2010-2014 :  Lille Métropole Basket Clubs (Pro B)
- 2014-2017 :  Denain (Pro B)
- 2017-2023 :  Saint-Quentin Basket-Ball (Nationale 1, puis Pro B)
- 2023-2024 :  Denain (Pro B)

## Palmarès
- Champion de Pro B saison  2022-2023 avec Saint-Quentin Basket-Ball

### Sélection nationale
- 6e au championnat d'Europe Espoirs en Turquie (2006)